# Czy pamiętasz Dolly Bell?
Czy pamiętasz Dolly Bell? (serb. Сјећаш ли се Доли Бел?) – jugosłowiański komediodramat z 1981 roku w reżyserii Emira Kusturicy, zrealizowany na podstawie powieści Abdulaha Sidrana pod tym samym tytułem.  

## Opis fabuły
Akcja filmu rozgrywa się latem 1963 w Sarajewie. Mały chłopiec, nazywany Dino mieszka razem z rodzicami i trójką rodzeństwa, a jednocześnie poznaje świat lokalnych przestępców w swoim mieście. Kiedy udaje mu się ukryć poszukiwaną przez przestępców prostytutkę o pseudonimie Dolly Bell jego świat wywraca się do góry nogami.

## Obsada
- Slavko Štimac jako Dino
- Ljiljana Blagojević jako Dolly Bell
- Slobodan Aligrudić jako ojciec
- Mira Banjac jako matka
- Pavle Vujisić jako wujek
- Nada Pani jako ciotka
- Boro Stjepanović jako Cvikeraš
- Žika Ristić jako Čiča
- Jasmin Celo jako Rasim Top
- Mirsad Zulić jako Sintor
- Mahir Imamović jako Kerim
- Ismet Delahmet jako Mido
- Jovanka Paripović jako Ljubica
- Zakira Stjepanović jako Meliha

## Nagrody i wyróżnienia
Film Czy pamiętasz Dolly Bell? był pierwszym w karierze Kusturicy, który przyniósł mu międzynarodową rozpoznawalność. W 1981 obraz został uhonorowany Złotą Areną na Festiwalu Filmowym w Puli za najlepszy scenariusz, w tym samym roku otrzymał nagrodę FIPRESCI na Międzynarodowym Festiwalu Filmowym w Wenecji (był także nominowany do Złotego Lwa). Film został zgłoszony jako oficjalny jugosłowiański kandydat do rywalizacji o 57. rozdanie Oscara w kategorii najlepszego międzynarodowego filmu fabularnego, ale nie uzyskał nominacji.